# やぶさかでない
「やぶさかでない」は、1986年5月28日発売されたとんねるず7枚目のシングル。

## 概要
キャニオン・レコード移籍第1弾シングル。見岳章の最後の提供曲。1986年4月放送TBS系列主演ドラマ「お坊っチャマにはわかるまい!」主題歌。カップリング曲「ドラマのエンディングみたいに…」は同ドラマ挿入歌。
キャニオン・レコードへの移籍は、前年（1985年）暮れの時点で内定していたが、本作発売直前まで公表を控えていた。とんねるずとビクター音楽産業との契約は、リリースごとの単発契約という形だったため、移籍に関する問題は生じなかったとされる。

## 収録曲
全曲　作詞：秋元康／作曲・編曲：見岳章
1. やぶさかでない
2. ドラマのエンディングみたいに…